# Безсоння
Безсо́ння (англ. insomnia; застаріле нічниця) — порушення сну, зумовлене ослабленням гальмівного процесу в корі головного мозку. Є частим симптомом багатьох хвороб.
За  класифікацією Американської академії медицини сну (AASM), безсоння за терміном перебігу розподіляється на епізодичне, короткочасне та хронічне.

## Причини

### Функціональне безсоння
Причини, прояви і тривалість безсоння різні. У здорових людей нетривале безсоння можливе після хвилювання, сильного збудження і таке інше. У людей з підвищеною збудливістю нервової системи всяке хвилювання порушує сон більш глибоко і на довший час. Фізіологічними причинами проблем зі сном можуть ставати гормональні зміни, які найчастіше спостерігаються у жінок в післяпологовому і перименопаузальному періодах.

### Патологічне безсоння
Тривале, виснажливе безсоння буває при інфекційних, серцевих захворюваннях і багатьох психічних розладах, зокрема при неврозах та депресії. Порушення сну спостерігають при багатьох патологічних станах і хворобах: артритах, алергії, ішемічної хвороби серця, гіпертрофії передміхурової залози, тощо. Достатньо складною є розрізнення первинних розладів сну від порушень сну, пов'язаних з психопатологією. Безсоння може бути симптомом тривоги, депресії або панічного розладу.

#### Фармакологічне безсоння
До порушень сну, що виникають за прямим фармакологічним механізмом, відносять розлади сну, які спричинюють психотропні засоби (антидепресанти, психостимулятори, ноотропні препарати), гіпотензивні препарати, антиаритмічні засоби, гормональні препарати (глюкокортикстероїди, тиреоїдні гормони, прогестерон), деякі антибактерійні препарати (хінолони, сульфаніламіди), гіполіпідемічні засоби (статини, фібрати, холестирамін), антипаркінсоничні препаратами, серцеві глікозиди у разі їх передозування. Порушення сну можуть спричинити очні краплі, що містять бета-блокатори, і краплі в ніс, які мають у своєму складі симпатоміметики. Внаслідок непрямого фармакологічного впливу можуть виникати порушення сну під час приймання діуретиків (у тому числі і внаслідок страху нетримання сечі), протидіабетичних засобів (поліурія, гіпоглікемія, тощо).

### Особливості виникнення безсоння у похилому віці
У людей похилого і старечого віку безсоння може бути пов'язаним:
- з порушенням засипання (пресомничні порушення); основні причини: нав'язливі неприємні думки, іноді пов'язані із конфліктними ситуаціями, рішенням актуальних проблем тощо;
- з частими нічними пробудженнями, після яких особа довго не може заснути, і відчуттям «поверхневого», «неглибокого» сну (інтрасомничні порушення);
- з раннім ранковим пробудженням, відчуттям незадоволеності сном, «розбитістю», зниженням працездатності в найближчий період після пробудження (постсомничні порушення).

Причиною безсоння в літньому й старечому віці може стати:
- емоційний і фізичний стрес, невроз;
- психічні розлади;
- вживання психотропних препаратів, алкоголю;
- інтоксикація, соматичні, неврологічні, ендокринно-обмінні захворювання;
- синдроми, які виникають у сні (синдром «апное уві сні», рухові розлади в сні);
- больовий синдром;
- зовнішні несприятливі умови (шум, вологість тощо), змінна робота, зміна поясів часу, порушення гігієни сну;
- комбіновані причини.

Дуже часто розлади сну в літньому й старечому віці є симптомом депресивних станів різного генезу, як ендогенних, так і невротичних, судинних. Водночас навіть неглибокі депресії (легкого і помірного ступеня вираженості), здебільшого, супроводжуються диссомнією. Депресивні хворі з порушенням сну скаржаться, переважно, на безсоння, під час розпитування, виявляються як труднощі засинання, так і властиві ранні пробудження з неможливістю знову заснути, тривожне занепокоєння після нічного пробудження, обтяжливий душевний стан у ранкові години. Саме депресивним хворим властива відсутність відчуття сну, нерідко з'являється нав'язливий страх перед початком ночі і безсонням.
Попри важливість емоційних змін в осіб похилого і старечого віку, а також вплив ятрогенних чинників, у пізньому віці найчастіше визнається мультифакторна природа порушень сну, тобто взаємодія психосоціальних, медичних і психогенних факторів у поєднанні з органічною мозковою дисфункцією. Однак сучасна систематика порушень сну передбачає їх підрозділ на первинні та вторинні: (1) до первинних порушень сну у літніх стосуються нічний міоклонус, нічне занепокоєння ніг і нічне апное (з затримкою дихання уві сні і подальшим пробудженням); (2) вторинні порушення сну обумовлені соматичними захворюваннями, неврологічними порушеннями, психічними розладами, коли диссомничні розлади є симптомом цих захворювань.

## Лікування
Лікування безсоння: усунення основного захворювання, застосування заспокійливих засобів, снодійно-седативних засобів, водних процедур та ін. У здорових людей сон зазвичай відновлюється без усяких ліків, особливо після усунення причини безсоння. У хворих на неврози відновленню сну сприяє додатковий відпочинок, прогулянки перед сном, водні процедури (наприклад, хвойні ванни), дієтичне харчування та приймання невеликих доз брому з кофеїном. У тяжких випадках доводиться застосовувати також снодійні засоби (нітразепам — еуноктин, радедорм, етамінал-натрій та ін.). Серед медикаментів для лікування безсоння спричинених неврозом використовують седативні антидепресанти тразодон, амітриптилін, доксепін, міансерин, міртазапін, триміпрамін та невеликі дози седативних нейролептиків як оланзепін, сероквель тощо. Антигістамінні засоби як, наприклад, дифенгідрамін (димедрол) є ефективними засобами у боротьбі з безсонням. Антигістамінні засоби донорміл та сонміл мають дуже подібну дію на засипання. У дуже важких випадках безсоння треба приймати різні снодійні як, наприклад, амітал-барбітал та інші барбітурати.

## Безсоння в традиційних слов'янських віруваннях
Українці зазвичай вважали безсоння станом чи хворобою, які приписують впливу нечистої сили, передусім жіночим демонічним істотам. На Галичині вірили, що безсоння у жіночій подобі ходить уночі, коли місяць уповні, або у переддень Андрія, нападаючи на малих дітей.
Безперервний плач дитини вночі був для білорусів свідченням того, що нічниці відвідали дім.
В Україні та Білорусі вважали, що відьми можуть наслати на дитину крикси і плакси. Відомо, що заєць спить з розплющеними очима. Через те вагітній не можна їсти м'ясо зайця. Відома і табуїстична назва зайця — сплюх, причому наслідок порушення табу пояснюється по-різному: домашні будуть спати з розплющеними очима або взагалі не матимуть сну.
Поляки не згадують про зайця тоді, коли дитина прокидається, в іншому разі її сон буде коротким, як у зайця. Рання згадка про ці уявлення є у «Каталозі магії Рудольфа» XIII ст. із Верхньої Силезії, де місцеві жінки засуджуються, зокрема, за те, що кладуть у колиску дитини заячі вуха для спокійного сну.
З безсонням пов'язані також уявлення про хробаків. Чорному волохатому хробаку, якого називають нічницею, білоруси приписують властивості викликати дитяче безсоння. Якщо він проповзе під колискою, дитина втратить сон і буде кричати вночі. Поляки інколи лікують безсоння за допомогою павутиння. Один чоловік збирає павутиння з усіх кутків хати, а інший запитує, зазираючи в кожен куток: «Що ти там шукаєш?» — «Сон (ім'я дитини)», — відповідає той. Назбиравши павутиння, кладуть його в колиску під голову дитини.
Кістка із голови коропа, що, як і лобова кістка щуки, має форму хреста, також використовується з магічною метою. Болгари пришивають цю кістку до шапочки немовляти як оберіг від дурного ока, знахарки лікують нею дитяче безсоння і нічний крик.